# Енциклопедия Титаника
Енциклопедия Титаника е онлайн проект с нестопанска цел, съдържащ подробна и редовно обновявана информация, свързана с кораба Титаник. Уебсайтът представлява своеобразна база данни от биографии на екипажа и пътниците, палубни планове, статии на историци или ентусиасти от различни краища на света, видеоклипове и изображения. От Ню Йорк Таймс заявяват, че „това вероятно е най-подробният сайт за кораба“. Чикаго Трибюн го наричат „чудесно детайлизиран Интернет сайт“.
Проектът е идея на Филип Хинд. Уебсайтът стартира през септември 1996 г. Към март 1999 г. е посещаван над 600 000 пъти. И до днес сайтът-енциклопедия остава 
 най-изчерпателният източник на информация за всичко свързано с едноименния кораб.